# Víctor Cuica
Víctor Cuica (Caracas, Venezuela, 19 de abril de 1949-Ibidem, 26 de diciembre de 2020) fue un músico y actor venezolano, reconocido por su innovación en la fusión del Jazz con la música afro-caribeña. Participó en el cine venezolano, entre los años 70 y 80, con el personaje de Alexis en "Se busca motorizado con moto propia y muchacha de buena presencia" junto al recordado actor, guionista y escritor Fausto Verdial.

## Biografía
Nació el 19 de abril de 1949, en Caracas, en la parroquia La Pastora, y, se vivió sus primeros años en el barrio La Providencia y San Rafael, cerca del Cuartel San Carlos. 
Se inició en la Escuela de Bandas Militares en la Victoria, estado Aragua, donde estudió el ciclo diversificado  y sus primeros instrumentos; el bombo y el saxofón. Al terminar los estudios de bachillerato, fue enviado, por un año, al batallón Girardot, en Coro, estado Falcón. y posteriormente fue transferido a la banda de músicos militares de Caracas y, tras un altercado con uno de los directores, fue enviado a la banda de la Marina. Allí tuvo su primer contacto con el jazz al compartir con bandas que venían de Estados Unidos. 
A los 18 años de edad, dejó el ejército y se consiguió un trabajo de mensajero en el Instituto Venezolano de los Seguros Sociales. Continuaba tocando el saxofón en locales nocturnos y bares. No obstante, su padre lo inscribió en la Escuela Municipal de Carmelitas para estudiar dos años de clarinete. También incursionó en la flauta  y tocaba en la Orquesta Juvenil y después en la Escuela Superior de Música José Ángel Lamas, donde también aprendió armonía y composición.
Entre sus maestros, estuvo Ramón "Moncho" Carranza Lazo, saxofonista larense quien le ayudó a perfeccionar las escalas, a hacer notas largas y las frases. También conoció al dominicano Mario Rivera, que le obligaba a practicar las escalas interpretando sus propios discos.
Comenzó en la actuación en 1976, cuando le ofrecieron un papel secundario, como policía, en la película Soy un delincuente. Luego fue protagonista en  Se solicita muchacha de buena presencia y motorizado con moto propia, en 1977. Actuó también en Un domingo feliz (1989), Panchito Mandefuá (1985), “De cómo Anita Camacho quiso levantarse a Marino Méndez” (1986), Santera, Maroa  y compuso las bandas sonoras para la mayoría de las películas de Solveig Hoogesteijn.
Cuica estuvo casado con Hoogestijn, de esa unión matrimonial nació a su hijo, Jan Cuica Hoogesteijn.  
Falleció el 26 de diciembre de 2020, a las 12.00 pm, en Caracas por un infarto. Tenía 71 años de edad.

## Trayectoria
Ingresó en la Orquesta de Chucho Sanoja, y formó parte de la banda musical de Óscar d' León a inicio de la década de los setenta, no obstante se retira temporalmente del mundo musical hasta el año 1976, y para el año 1979 funda el grupo musical "Víctor Cuica y su Jazz Latino". Después de varias composiciones e interpretaciones musicales particularmente en las películas "El mar del tiempo perdido" y en "Maroa", igualmente para la banda sonora de la película "Santera" de la cual fue protagonista, recibió el premio a la mejor Banda Sonora de 1997.

### Festivales nacionales e internacionales de Jazz
Participó dos veces en el Festival "Memphis in May" en 1981, cuna del jazz en Memphis, Tennessee, y en el "Domicile" de Múnich, Alemania. Realizó la gira "Rutas Libertadoras" por Venezuela, y se presenta en el Poliedro de Caracas con "Preservation Hall Jazz Band". En 1985, Víctor Cuica y su grupo fueron la primera formación venezolana en ser invitada a tocar en el Festival Internacional de jazz de Montreal. En Quebec tocó junto al vibrafonista, Lionel Hampton y su orquesta,  se presentó en el V Festival Latinoamericano de Música, participó en el Festival "Mar del Jazz" en Buenos Aires, Argentina. En 1996, alterna con el guitarrista flamenco, Paco de Lucía , en dos conciertos en el Teatro Teresa Carreño de Caracas. Al año siguiente es invitado al Festival Iberoamericano de Gramado en Brasil. En 2001, se presenta en el "Festival de Jazz de Barquisimeto" y en el "Festival de jazz de Valencia". 

#### Premio mejor músico del año
En 1995, es distinguido con el Premio al mejor músico del año por la Casa del Artista de Venezuela. En el 2003 es homenajeado en el "Festival de Nagua Nagua", premio a la mejor Banda Sonora de 1997.

#### Anécdota
A Víctor Cuica se le adjudica el nombre que lleva una de las orquestas de salsa más famosas de Venezuela. la Dimensión Latina. Víctor Cuica sugirió el nombre en 1972 cuando Oscar de León buscaba una denominación a la naciente agrupación.

## Como músico[7]

### Discografía
| Año  | Título                      | Compañía            |
| ---- | --------------------------- | ------------------- |
| 1983 | Que Sea Para Siempre        | Kandra              |
| 1993 | Noctámbulo                  | Sony Music          |
| 1997 | Victor Cuica y Alberto Lazo | Obeso-Pacanins      |
| 2000 | Los Locos De Caracas        | CrioJazz/Sony Music |
| 2006 | Internacionales             | Independent         |

### Aparece en
| Año  | Título                      | De:            | Rol  |
| ---- | --------------------------- | -------------- | ---- |
| 1979 | The Message                 | Gerry Weil     | Saxo |
| 1986 | Taller Experimental de Jazz |                | Saxo |
| 1997 | Jazz Desde Aldemaro         |                | Saxo |
| 2000 | Espacial                    | Gerardo Chacón | Saxo |
| 2000 | Juegos De Playa             | Gonzalo Micó   | Saxo |

### Musicalización
| Año  | Título                    | De:                 |
| ---- | ------------------------- | ------------------- |
| 1987 | Macu                      | Solveig Hoogesteijn |
| 1985 | El mar del tiempo perdido | Solveig Hoogesteijn |

## Como actor

### Filmografía[8]
| Año  | Título                                                               | Director             | Productora | Personaje         | Nota |
| ---- | -------------------------------------------------------------------- | -------------------- | --- | ----------------- | --- |
| 1977 | Se solicita muchacha de buena presencia y motorizado con moto propia | Anzola, Alfredo      | PPCA Cine | Alexis /Alexander | Una de las más grandes películas por las actuaciones estelares de los actores Victor Cuica y Fausto Verdial |
| 1978 | Carmen, la que contaba 16 años                                       | Román Chalbaud       | Gente de Cine                                                                                                 |                   | |
| 1979 | Manuel                                                               | Anzola, Alfredo      | Cine Seis Ocho                                                                                                |                   | |
| 1982 | Deutschland kann manchmal sehr schön sein                            | Solveig Hoogesteijn  | Bayerischer Rundfunk (BR), Hoogesteijn Filmproduktio                                                          |                   | |
| 1984 | Cóctel de camarones, en el día de la secretaria                      | Anzola, Alfredo      | Cine Seis Ocho                                                                                                |                   | |
| 1984 | Panchito Mandefuá                                                    | Manrique, Silvia     | Silvia Manrique Producciones                                                                                  |                   | |
| 1986 | De cómo Anita Camacho quiso levantarse a Marino Méndez               | Anzola, Alfredo      | Cine Seis Ocho                                                                                                |                   | |
| 1988 | Mestizo                                                              | Mario Handler        | Instituto Cubano del Arte e Industrias Cinematográficos (ICAIC), Mario Handler                                | Pachu             | |
| 1989 | Un Domingo Feliz                                                     | Olegario Barrera     | International Network Group S.A., Televisión Española (TVE)                                                   |                   | |
| 1989 | Loco Veneno                                                          | Miguel Hermoso       | Andrea Films                                                                                                  | Omar              | |
| 1990 | Tierna es la noche                                                   | Leonardo Henríquez   | Departamento de Cine de la Universidad de Los Andes Myerston, Donald Post Meridiem Producciones y Flach Films | "Barman"          | |
| 1990 | Disparen A Matar                                                     | Carlos Azpúrua       | Coproducción Venezuela-Cuba-España                                                                            | Freddy            | |
| 1994 | Los Platos Del Diablo                                                | Thaelman Urgelles    | TyM Film C.A.                                                                                                 | Mario Linares     | |
| 1994 | Santera                                                              | Solveig Hoogesteijn  | Coproduccción Venezuela-Cuba-España                                                                           | Eulogio           | |
| 1998 | Amaneció De Golpe                                                    | Carlos Azpúrua       | Audiovisuales Nebli, Caralcine, Centro Nacional Autónomo de Cinematografía (CNAC)                             |                   | |
| 2006 | Maroa                                                                | Solveig Hoogesteijn  | Alta Films | Cabezae periódico | |
| 2008 | Por Un Polvo                                                         | Carlos Daniel Malavé | Rodando Films                                                                                                 | Salazar           | |
| 2010 | A Sudden Sleep of Evil                                               | Vincent Cabrera      | Gas Mask Films (II)                                                                                           | skateboarder      | |

### Telenovela
| Año  | Título      | De:                                                     | Personaje: |
| ---- | ----------- | ------------------------------------------------------- | ---------- |
| 1983 | Leonela     | Rodolfo Loweinsten, Delia Fiallo                        | Chirulín   |
| 1993 | Rosangélica | Marcos Reyes Andrade y Tahirí Díaz Acosta; Delia Fiallo |            |